# Emilia Ciosu
|-
| Bordtennis, kvinnor
|-
!Nation:  USA
|-
! Europamästerskap
|-
| Brons |Bratislava 1996 | Dubbel
|-
| Brons |Bratislava 1996 | MixedDubbel
|-
| Guld |Stuttgart 1992 | Lag
|}
Emilia Ciosu, född 7 februari 1971, i Bukarest, Rumänien, tidigare Emilia Gheorghe, är en rumänsk-amerikansk bordtennisspelare. Hennes främsta meriter är en guldmedalj i lag i EM och en första plats i Europa Top 12 1993. Samma år blev hon även Balkanmästarinna i damsingelklassen..
1995 nådde hon en 24:e plats ITTF:s världsrankinglista, detta blev hennes bästa placering i karriären.

## Meriter
- VM i bordtennis
  - 1995 i Tianjin
    - 4:e plats med det rumänska laget

  - 1997 i Manchester
    - kvartsfinal dubbel
    - 7:e plats med det rumänska laget
- EM i bordtennis
  - 1992 i Stuttgart
    - 1:a plats med det rumänska laget

  - 1996 i Bratislava
    - kvartsfinal singel
    - 3:e plats dubbel med Otilia Badescu
    - 3:e plats mixed dubbel med Lucjan Błaszczyk
- Europa Top 12
  - 1993 i Köpenhamn 1:a
  - 1994 i Arezzo 5:a
  - 1995 i Dijon 2:a
  - 1996 i Charleroi 5:a
- Balkan Championships - guldmedaljer
  - Singel - 1993
  - Mixed dubbel – 1993
  - Lag 1991, 1993